# Zerodur

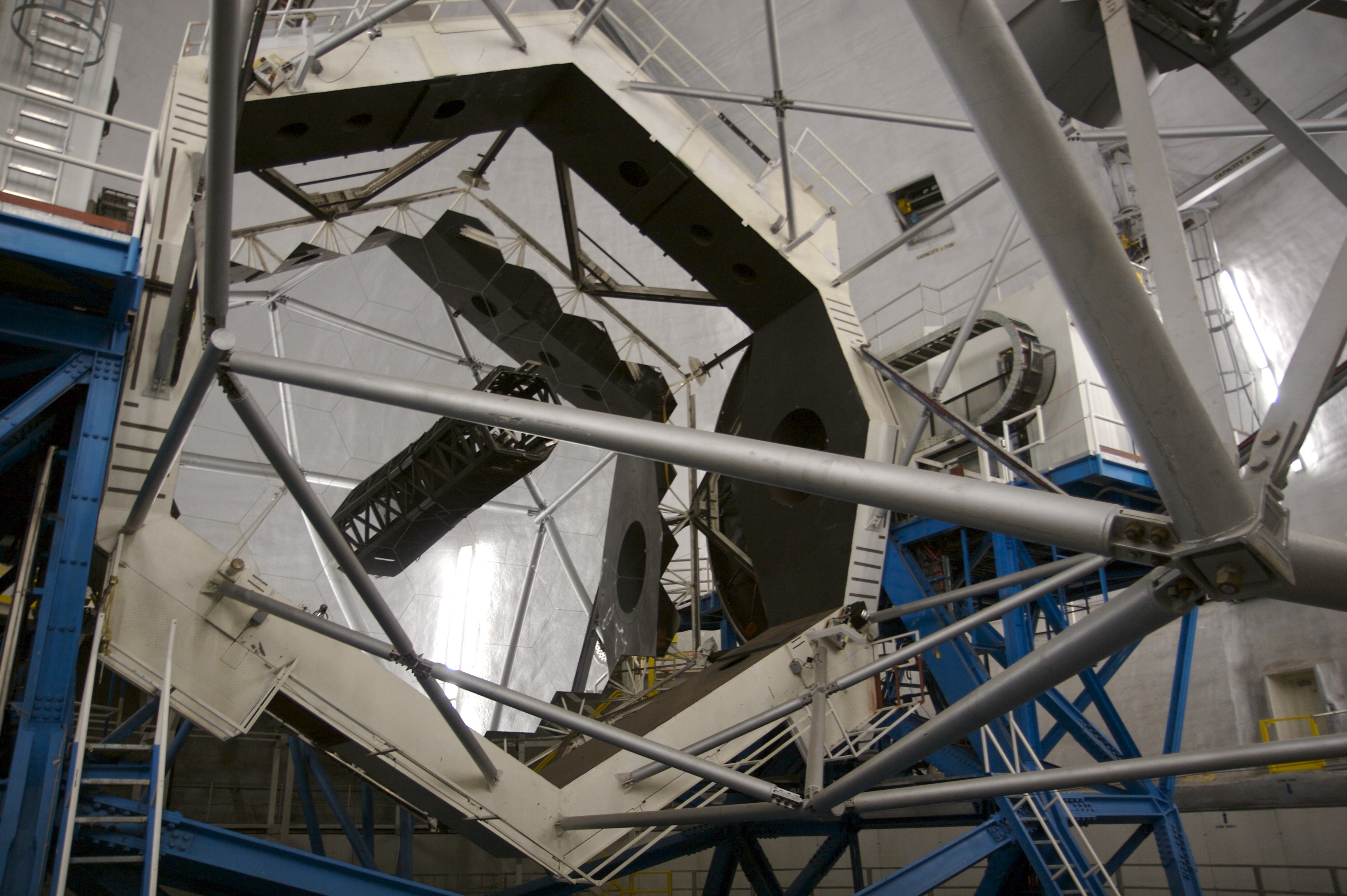
Photographie du miroir primaire de 10 m de diamètre du télescope de l'observatoire W. M. Keck, composé de multiples miroirs hexagonaux en Zerodur.

Le Zerodur est un verre de type vitrocéramique inventé en 1968 par le producteur de verres Schott AG à la suite d'une commande spécifique de l'Institut Max-Planck d'astronomie à Heidelberg en Allemagne. Son coefficient de dilatation est presque nul et excellemment homogène dans l'ensemble de la matière. Le Zerodur est employé pour les substrats de miroirs nécessitant une très grande stabilité thermique, la plupart des miroirs de télescope actuels de diamètre de 4 mètres, et de 8 à 10 mètres sont en Zerodur. Les inclusions présentes dans le Zerodur interdisent son emploi pour la transmission optique.

## Composition
En tant que verre céramique, le Zerodur est composé à 78 % de nano-cristaux (50 nm en moyenne) de configuration similaire au quartz piégés dans une phase résiduelle vitreuse. Cette composition procure au Zerodur son faible coefficient de dilatation car les cristaux ont un coefficient de dilatation négatif et le verre un coefficient positif qui se compensent.
Le Zerodur est une vitrocéramique utilisant un précurseur de la famille des « LAS » pour sa cristallisation, un système ternaire constitué d'oxyde de lithium (LiO2), d'oxyde d'aluminium (Al2O3) et de silice (SiO2). Afin d'assurer une meilleure homogénéité de la pâte, Schott a remplacé une partie de la silice par de l'AlPO4. La composition du Zerodur est de :
- 57,2 % SiO2
- 25,3 % Al2O3
- 6,5 % P2O5
- 3,4 % Li2O
- 2,5 % TiO2
- 1,8 % ZrO2
- 1 % MgO
- 0,5 % As2O3
- 0,2 % NaO

Le pentoxyde de phosphore est utilisé comme agent de nucléation.

## Fabrication
Comme pour la plupart des verres optiques, la production du Zerodur nécessite un processus strict et contrôlé. Les matériaux de base sont d'abord mis dans un fourneau et sont montés en température jusqu'à obtention d'un mélange homogène. Puis la pâte est répartie dans des moules pour la recuisson destinée à durer plusieurs semaines. Le mélange à ce stade a un coefficient d'expansion thermique de 3 × 10−6 K−1 ; les couches supérieures de la pâte de verre qui se cristallisent sont retirées de manière que le processus de recristallisation soit contrôlable.
La phase de céramisation est la plus longue des parties du processus de fabrication, pouvant durer jusqu'à plusieurs mois selon les dimensions de la pièce finale. Le mélange de Zerodur est réchauffé lentement afin de favoriser la nucléation et la croissance des cristaux dans la pâte de verre.

## Propriétés
Au cours du temps, Schott a pu effectuer de multiples mesures sur de larges blocs et de très nombreux échantillons du fait des commandes réalisées pour de grosses quantités de Zerodur. Il a ainsi été possible d'effectuer des mesures de répétabilité et d'homogénéité du coefficient de dilatation.
L'homogénéité du matériau, caractérisée pour partie par la présence très faible de bulles (1 bulle pour 500 kg de Zerodur), mais aussi par l'homogénéité de son coefficient de dilatation dans l'ensemble de la masse. La biréfringence du matériau est aussi exceptionnellement faible, de 4 nm cm−1, ce qui avoisine les valeurs des meilleurs verres optiques produits dans le monde.
Le polissage du Zerodur permet d'atteindre des surfaces de rugosité approchant les 0,2 nm RMS, allant jusqu'à des polissages à λ/100 pour les miroirs à applications astronomiques.
| Propriété                           | Mesure                             | Condition      |
| ----------------------------------- | ---------------------------------- | -------------- |
| Dispersion                          | (nf - nc) = 0,009 67               |                |
| Module de Young                     | 9,1 × 1010 Pa                      |                |
| Densité                             | 2,53 g cm−3                        | 25 °C          |
| Coefficient de dilatation thermique | 0,05 × 10−6 K−1 ± 0,10             | 20 °C à 300 °C |
| Conductivité thermique              | 1,46 W m−1 K−1                     | 20 °C          |
| Capacité thermique massique         | 0,196 cal g−1 K−1 = 0,82 J g−1 K−1 | 20 °C          |

| Tonne de matériau | Variation maximal du coefficient |
| ----------------- | -------------------------------- |
| 0,3 t             | 0,01 × 10−6 K−1                  |
| 6 t               | 0,02 × 10−6 K−1                  |
| 18 t              | 0,03 × 10−6 K−1                  |

## Utilisation
Une utilisation notable du Zerodur est son emploi dans le domaine de l'astronomie, pour réaliser de grands miroirs de télescope. Parmi les miroirs réalisés on trouve les suivants :
- Télescope Keck I (observatoire W. M. Keck), réalisé en 1990, diamètre 10 m, 43 segments de 76,5 mm d'épaisseur[S 1] ;
- Télescope Keck II (observatoire W. M. Keck), réalisé en 1993, diamètre 10 m, 42 segments de 75,8 mm d'épaisseur[S 1] ;
- Télescope Hobby-Eberly (observatoire McDonald), réalisé en 1995, diamètre 9,2 m, 96 hexagones de 56 mm d'épaisseur[S 1] ;
- Gran Telescopio Canarias (observatoire du Roque de los Muchachos), réalisé en 2002, diamètre 10,4 m, 42 hexagones de 83,5 mm d'épaisseur[S 1] ;
- Very Large Telescope (observatoire du Cerro Paranal), 4 miroirs réalisés à partir de 1992, diamètre 8,2 m[S 1].

Le zerodur est également utilisé dans le domaine spatial pour la réalisation d'équipement optique.
- Les satellites Météosat de troisième génération (MTG) disposeront de miroirs en Zerodur[6].